# Indústrias cerâmicas em Mogi Guaçu
Mogi Guaçu tem parte da sua história baseada nas olarias que foram construídas no final do século XIX e no início  do século XX. Essas olarias se tornaram grandes indústrias cerâmicas, que contribuíram de forma significativa para o atual desenvolvimento socioeconômico da cidade.

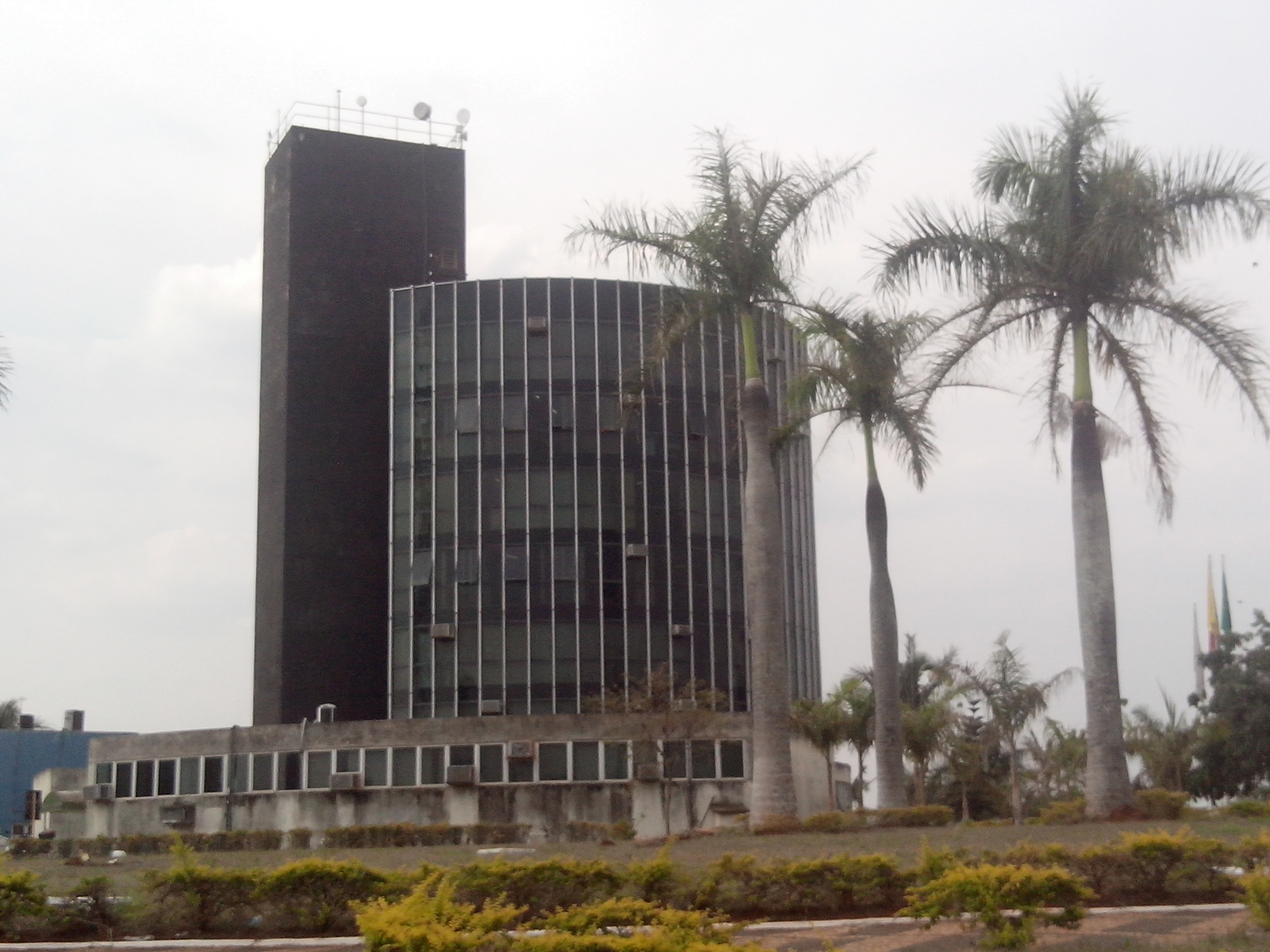
Prefeitura Municipal de Mogi Guaçu

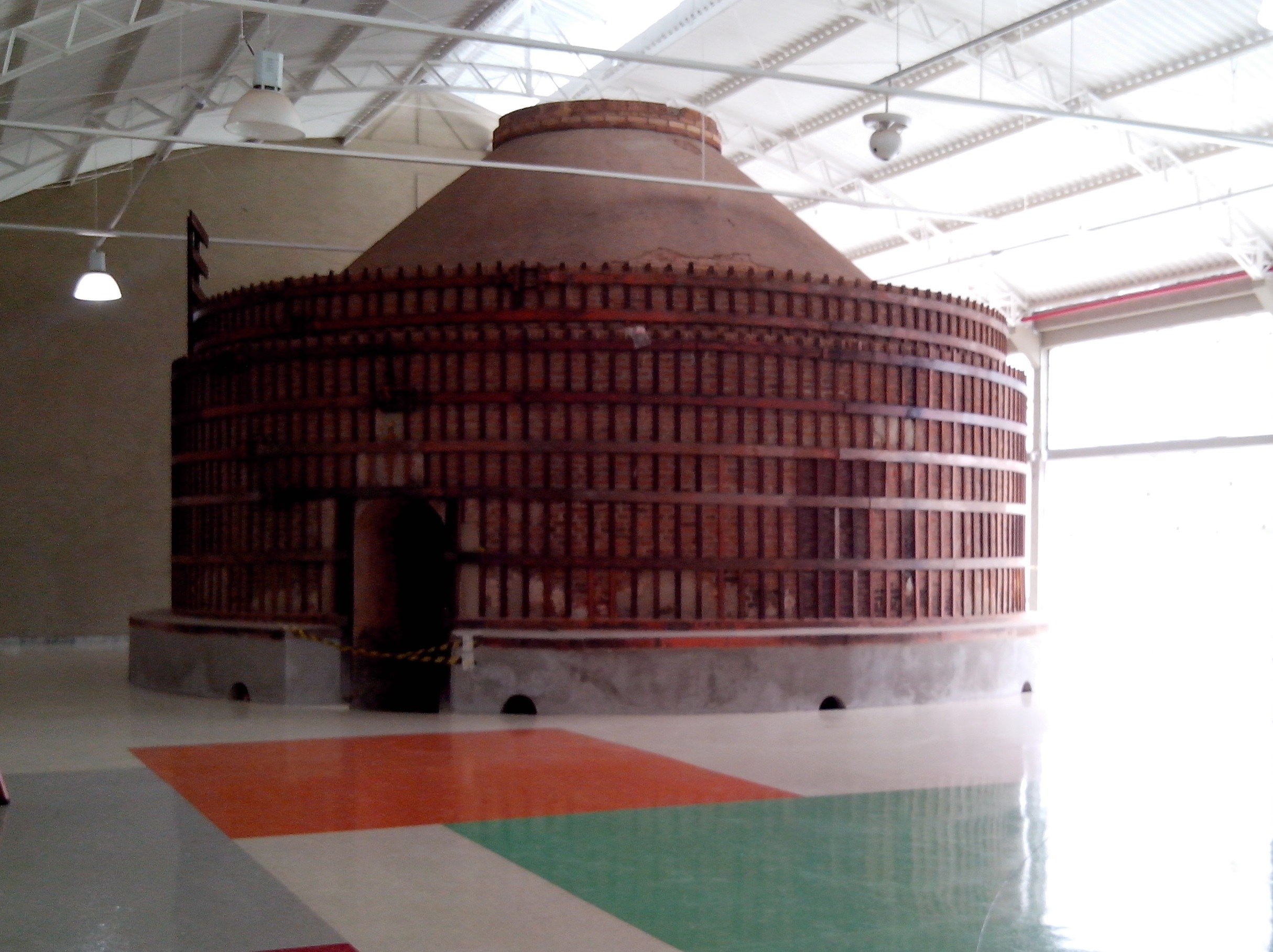
Forno da antiga cerâmica São José mantido ao lado do Poupatempo - Mogi Guaçu

## História
Mogi Guaçu é uma cidade brasileira que pertence ao estado de São Paulo, tem raízes indígenas e foi rota dos bandeirantes no início do descobrimento, originou-se na vinda de mineradores em busca de ouro e pedras preciosas entre 1650 e 1655, época em que o Brasil era colônia de Portugal.
A base econômica de Mogi-Guaçu, foi por muito tempo, as atividades comerciais que abasteciam as tropas de burros e carros de bois dos mineradores que passavam pela cidade em direção à região de Goiás buscando ouro e pedras preciosas, porém, com a decadência dessas atividades, a cidade passou a atuar no ramo da indústria cerâmica e se tornou tão forte nesse segmento que até meados dos anos 80 Mogi Guaçu foi conhecida como a “Capital Cerâmica” do Brasil. Atualmente devido a localização de matéria-prima a indústria cerâmica mudou se para outras regiões do país e Mogi Guaçu precisou se adaptar aos novos tempos, diversificando sua atividade econômica em outros setores, entretanto a atuação no setor cerâmico foi a mais importante atividade industrial já desenvolvida pela cidade e se confunde com sua própria história.

## O início da atividade ceramista em Mogi Guaçu
Em 1890 foi nomeado o padre italiano Giuseppe Armani como novo vigário de Mogi Guaçu, este, encontrou a igreja em completo abandono e começou reformá-la. Nessa época, durante algumas escavações realizadas em uma região de Mogi Guaçu conhecida como Cachoeira de Cima, foi encontrada uma urna funerária de barro, utilizada pelos indígenas da região e denominada "igaçaba", o padre Armani analisou a argila usada na construção dessa urna e concluiu que ela poderia ser utilizada para a fabricação de artefatos cerâmicos inexistentes no Brasil, então decidiu abrir uma olaria para fabricação de tijolos e telhas utilizando a argila da cidade. O padre projetou e construiu uma prensa de madeira movimentada por roda de água, que tinha um funcionamento diferente das outras, pois era acionada por baixo, impulsionada com a força da correnteza que se formava no rio, abaixo do pequeno desnível que existe sob a ponte ferroviária da cidade. Seu grande interesse era fabricar as telhas do tipo francesas, como as que estão ainda hoje no telhado da antiga Estação ferroviária da cidade, e que na época eram importadas da França. Devido ao alto custo das importações, seria um negócio muito promissor fabricar esse tipo de telha no Brasil. Mas, as primeiras experiências não iam bem porque devido à grande plasticidade da argila, as telhas prensadas nas fôrmas de madeira se prendiam a estas e não se soltavam facilmente devido a falta de um óleo lubrificante adequado. Além dos problemas e mais o acúmulo de funções, o padre já não estava conseguindo conciliar suas funções na igreja e na administração da olaria, então resolveu convidar sua família e conhecidos da Itália para ajudá-lo. Essas três famílias iniciaram de fato as atividades industriais cerâmicas em Mogi Guaçu. Suas olarias transformaram-se nas grandes indústrias cerâmicas: Martini, Chiarelli e Armani. Essas indústrias abriram caminho para outras indústrias ceramistas, que alavancaram o progresso e o desenvolvimento do município.

## Principais olarias e indústrias cerâmicas que foram instaladas em Mogi Guaçu[5][6]

### Cerâmica Armani
Fundada pelo Padre Giuseppe Armani que em 1890 descobriu abundante existência de argila na região, cuja maleabilidade era apropriada para a produção cerâmica. Em seguida o Padre convidou alguns italianos de sua terra natal para trabalharem juntos na fabricação de telha tipo francesa. Entre os que vieram estão Brunelli, Armani e Martinho, pois esses conheciam as técnicas para a fabricação de telhas e tijolos utilizada em seus trabalhos cerâmicos na Itália.

### Olaria Brunelli
Quando Brunelli chegou a Mogi Guaçu em 1892, com sua esposa Júlia e seus filhos Ernesto, Américo, Luís e Catina, comprou a terra que atualmente, corresponde a uma parte central da cidade de Mogi Guaçu, ocupada pela cerâmica Chiarelli. Ali montou a olaria Brunelli que seria conduzida por ele até o início da década de 1900. Os bens patrimoniais foram herdados pelos filhos Ernesto, Américo e Luís. Em 1910 Ernesto vendeu sua parte para seus irmãos Américo e Luíz. Angelo Caporalli e sua mulher Maria Fellip chegaram ao Brasil em1892, primeiro foram para a cidade de Estiva, atual Estiva Gerbi, onde permaneceram por pouco tempo. No início de 1987, Ângelo adquiriu terras no então subúrbio da cidade , denominado pastinho, onde construiu sua olaria e retirava dali mesmo, o barro para a fabricação de tijolos e telhas. 

### Olaria Fantinato
De propriedade de Basílio Fantinato, originou-se a partir do arrendamento da olaria de Adolfo Armani, ocorrido em 1936. Mas devido a crise socioeconômica da comunidade guaçuana, Basílio optou por vender a olaria para Joaquim Rodrigues. No entanto o novo proprietário não tardou em vendê-la para Alexandre Brito, que iniciou a produção de telhas , produto sofisticado para época, pois requeria novos equipamentos e meios de produção.

### Olaria Irmãos Ramalho
Iniciou-se em 24 de Março de 1952, no bairro de Estiva na estação de Urutuba, na cidade de Mogi Guaçu. Conduzida pelos irmãos Benedito, Albert e Sebastião Ramalho, começou a produzir telhas do tipo francesa, o que custou-lhe a alteração no nome, o aumento de capital e a admissão de novos sócios, Antônio Silveira, Ramalho Filho e José Bernardo da Fonseca. A olaria Irmãos Ramalho passa então a se chamar cerâmica Ramalho Ltda.

### Olaria Toso
Em 1947, Jacomo Toso e sua esposa Rosa Dorigão Toso, iniciaram a produção de tijolos no bairro do Areião, criando assim, a olaria Toso. Jacomo faleceu meses após a fundação da olaria, seu irmão Hermínio Toso, ocupou o lugar na sociedade da olaria ao lado da sua cunhada, Rosa Dorigão Toso. Já na década de 60 a produção atingida pela olaria Toso era de 3 a 4 mil unidades diárias.

### Cerâmica Martini

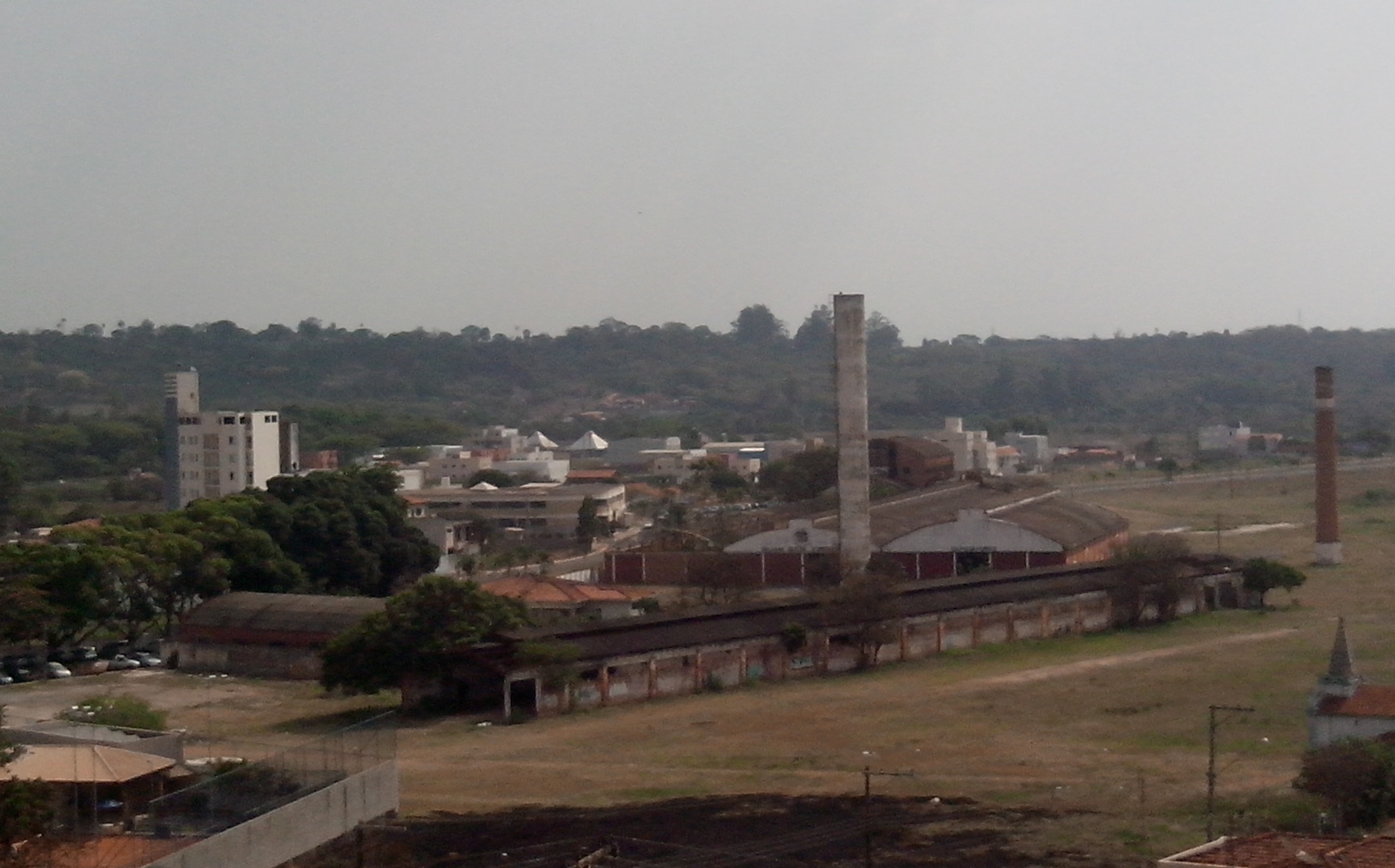
Antiga ceramica Martini

Foi Fundada em 1908 por Luigi Andréa Martini e sua esposa, Emília Marchi Martini, que com dois contos e quinhentos mil réis compraram um terreno contendo uma olaria, amassador e uma pequena casa. Luiz Martini faleceu no dia 21 de setembro de 1940. Em 1947, a cerâmica Martini construiu e fundou o Cerâmica Clube, com o objetivo de desenvolver atividades sociais às famílias guaçuanas. Conciliando os compromissos industriais e culturais, a cerâmica Martini manteve-se em funcionamento até o ano de 1986, quando cessou suas atividades na cidade de Mogi Guaçu.

### Cerâmica Chiarelli
Fundada em 1936 tem ao longo de seus 72 anos de existência uma belíssima história de pioneirismo, inovação e paixão pelo que faz. Situada na cidade de Mogi Guaçu a empresa iniciou suas atividades na indústria cerâmica com a fabricação de telhas de barro de todos os tipos. Na década de 50 inovou o mercado lançando os “ladrilhos hidráulicos” diversificando os modelos e lançando novas tendências. Ainda em 1950 construiu duas unidades fabris com dois fornos contínuos alimentados pelo combustível, que na ocasião era o “Óleo Baiano”. No final dos anos 60, a Chiarelli construiu uma nova seção para a fabricação de ladrilhos cerâmicos coloridos, com maior capacidade de produção. Para manter a liderança conquistada no mercado, a empresa instalou mais um forno e adquiriu modernas máquinas importadas da Itália, aumentando a produção em mais de 30% e reduzindo significativamente os riscos de acidentes de trabalho. Nesta fase, a Chiarelli deu o primeiro passo para uma forte atuação no mercado externo, tornando-se uma das maiores exportadoras de produtos cerâmicos do Brasil. Como uma empresa moderna e inovadora, a Chiarelli entrou no século XXI investindo em tecnologia com a substituição dos combustíveis utilizados no processo de fabricação por gás natural, iniciando a fabricação própria de produtos de Porcelanato esmaltado e aumentando o número de linhas automatizadas de produção de ambas as unidades atingindo uma capacidade produtiva de mais de 700.000 m²/mês.

### Cerâmica Moji Guaçu

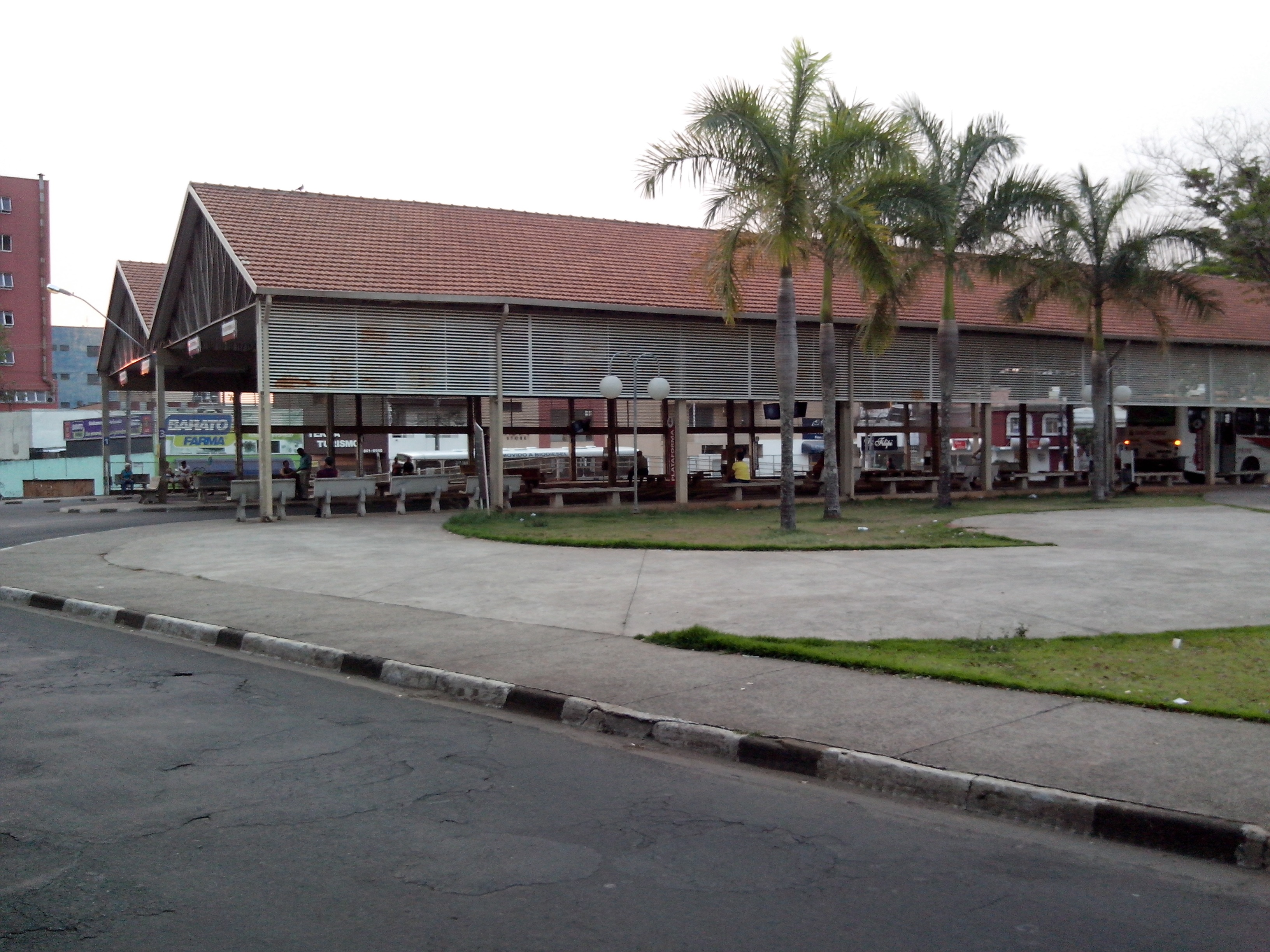
Terminal de ônibus urbano em Mogi Guaçu

Iniciou suas atividades em 1 de agosto de 1948, tendo como sócios, Francisco Martini, Honório Martini, Oscar Martini e Waldomiro Martini e posteriormente Tiziano Tiziane, Arlindo Girard Jacob, César Girard Jacob, Jamil Girard Jacob e Waldomiro Girard Jacob, é considerada a pioneira na produção de piso vermelho na cidade. Em 1965, a Cerâmica Moji Guaçu comprou a Cerâmica Armani, que na época fabricava tubos cerâmicos conhecidos na época como "manilhas". Em seguida, a cerâmica Moji Guaçu começou a fabricar pisos com nova composição da base e com novos técnicas de produção tais como prensas hidráulicas e linhas de esmaltação, possuindo laboratórios próprios para desenvolver essa nova tecnologia. Com o desenvolvimento, a cerâmica Moji Guaçu montou uma indústria com o nome NorGuaçu na cidade de Crato, no Ceará, para a produção de piso cerâmico vermelho. Nesse período a produção era voltada para o mercado interno. Em 1973, a cerâmica Moji Guaçu exportava para a Argentina, Paraguai, Bolívia e Porto Rico, trazendo um surto de desenvolvimento para a cidade, que conquistava muita mão de obra. No ano de 1970, a cerâmica chegou a ter 2500 funcionários, vindo posteriormente, em 1986, cessar suas atividades. Atualmente, no local onde foi a cerâmica está o trminal de ônibus urbano da cidade. 
 

### Cerâmica São José S.A
Fundada em 1952 produzia ladrilhos cerâmicos para piso e situava-se entre as maiores do ramo no país, contribuindo com 10% de toda produção 
nacional. Utilizava como matéria prima, argilas extraídas de jazidas próprias. A argila tipo taguá, característica da região de Mogi Guaçu, era utilizada largamente na indústria de pisos cerâmicos.

### Cerâmica Lanzi

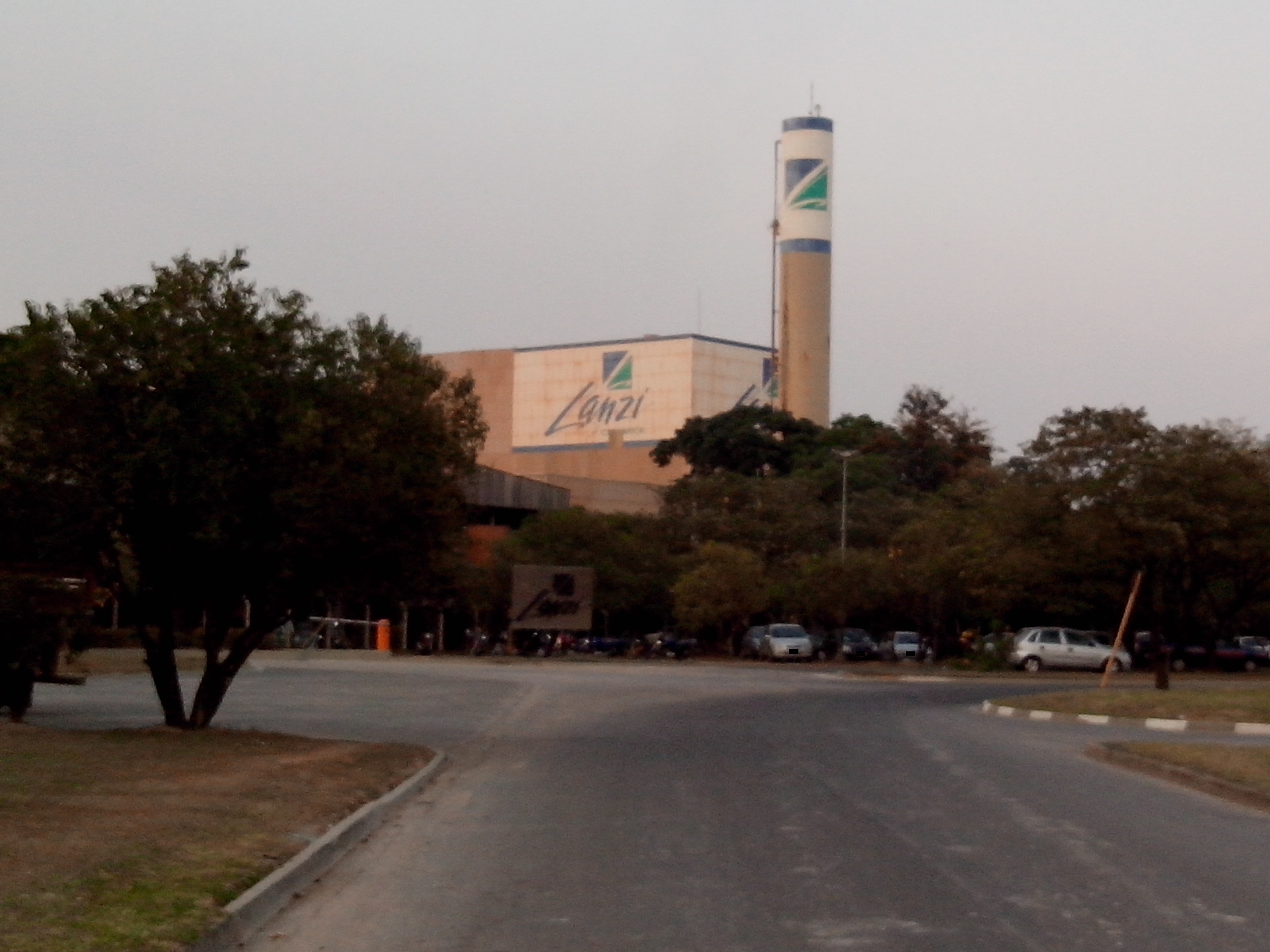
Cerâmica Lanzi - Mogi guaçu

É atualmente a única que continua em atividade em Mogi Guaçu, foi fundada em 1961 por Antonio Giovani Lanzi, descendente de imigrantes italianos, inicialmente como Cerâmica Industrial Ypê Ltda. e posteriormente passou a se chamar Cerâmica Lanzi Ltda. Embora no ano de 2002 tenha se tornado a 5ª maior exportadora do setor cerâmico brasileiro, foi seriamente prejudicada pela variação cambial no ano de 2007 e em 2008 requereu o benefício legal da recuperação judicial devido aos prejuízos sofridos.

## Contribuição da atividade cerâmica para a economia de Mogi Guaçu
O desenvolvimento econômico baseado na indústria cerâmica, teve início no final do século passado, impulsionado, pela chegada dos imigrantes italianos, que trouxeram suas técnicas e montaram em Mogi Guaçu as primeiras olarias do país. A cidade tornou-se produtora de tijolos e telhas, inclusive produzindo a telha francesa, que na época era inédita no Brasil. A evolução de olarias para indústrias cerâmicas ocorreu nas décadas de 50 e 60. Essas indústrias cerâmicas abriram caminho para a industrialização atual do município.